# 江口之隆
江口 之隆（えぐち これたか、1958年 - ）は、日本の西洋魔術研究家、翻訳家、西洋隠秘学関連の著述家。黄金の夜明け団の研究を専門とする。別名長尾豊（ながお ゆたか）。
著書に『黄金の夜明け』（亀井勝行との共著）、訳書にアレイスター・クロウリー『図解777増補改訂版 (Illustrated 777 Revised)』、同『ムーンチャイルド (Moonchild)』、フランシス・キング『英国魔術結社の興亡 (Modern Ritual Magic)』、シセロ夫妻『黄金の夜明け団入門 (The Essential Golden Dawn)』などがある。

## 江口之隆の略歴
- 1958年、福岡県生まれ。
- 1982年、当時国書刊行会の編集者であった朝松健は、西洋儀式魔術を紹介する選集の制作を企て、以前から同人活動を通じて交友のあった江口にその企画・構成を依頼する。これは江口之隆・亀井勝行編『世界魔法大全 英国篇』全5巻として結実することになる[3]。
- 1983年、江口が企画を手がける『世界魔法大全 英国篇』の第1巻として、自ら執筆した黄金の夜明け団の研究書『黄金の夜明け』が出版される。同年、西南学院大学大学院修士課程修了。
- 1984年、イギリスのウォーバーグ研究所に留学し、黄金の夜明け団の研究を2年にわたって行う[1]。この間、同研究所では、アレイスター・クロウリーに関する豊富な資料などを含む「ジェラルド・ヨーク（英語版）・コレクション」を閲覧することができた[4]。
- 1993年、イスラエル・リガルディーのまとめた黄金の夜明け文書集成『黄金の夜明け魔術全書』訳出[☆ 2]。
- 2003年、マーゴット・アドラー（英語版）のネオペイガニズム研究書『月神降臨』訳出。
- 2017年、シセロ夫妻著『現代魔術の源流 ［黄金の夜明け団］入門』訳出。

### 著書
- 江口之隆・亀井勝行共著『世界魔法大全 1: 黄金の夜明け』国書刊行会、1983年。
- 江口之隆『西洋魔物図鑑』翔泳社、1996年。

### 寄稿
- 荒俣宏 編『世界神秘学事典』平河出版社、1981年。
  - 儀式魔術関連の記事を担当。
- アレイスター・クロウリー『法の書』島弘之・植松靖夫訳、国書刊行会、1984年。
  - 原著者の小評伝「アレイスター・クロウリーの生涯」の執筆を担当。

### 訳書
- 江口之隆・亀井勝行編、アレイスター・クロウリー著『世界魔法大全 2: 魔術 - 理論と実践 上・下』島弘之・植松靖夫・江口之隆訳、国書刊行会、1983年。
- アレイスター・クロウリー著『ムーンチャイルド』江口之隆訳、東京創元社〈創元推理文庫〉、1990年。
- アレイスター・クロウリー著『黒魔術の娘』江口之隆訳、東京創元社〈創元推理文庫〉、1991年。
- フランシス・キング監修、アレイスター・クロウリー著『アレイスター・クロウリー著作集 5: 777の書』江口之隆訳、国書刊行会、1992年。
- 秋端勉責任編集、イスラエル・リガルディー著『黄金の夜明け魔法大系 1: 黄金の夜明け魔術全書 上巻』江口之隆訳、国書刊行会、1993年。
- 秋端勉責任編集、イスラエル・リガルディー著『黄金の夜明け魔法大系 2: 黄金の夜明け魔術全書 下巻』江口之隆訳、国書刊行会、1993年。
- 秋端勉責任編集、フランシス・キング著『黄金の夜明け魔法体系 5: 英国魔術結社の興亡』江口之隆訳、国書刊行会、1994年。
- 秋端勉責任編集、フランシス・キング編『黄金の夜明け魔法体系 3: 飛翔する巻物 - 高等魔術秘伝』江口之隆訳、国書刊行会、1994年。
- フランシス・キング監修、アレイスター・クロウリー著、スティーヴン・スキナー編『アレイスター・クロウリー著作集 別巻2: アレイスター・クロウリーの魔術日記』江口之隆訳、国書刊行会、1997年。
- 秋端勉監修、マーゴット・アドラー著『魔女たちの世紀 4: 月神降臨』江口之隆訳、国書刊行会、2003年。
- チック・シセロ（英語版）、サンドラ・タバサ・シセロ（英語版）著『現代魔術の源流 ［黄金の夜明け団］入門』江口之隆訳・解説、ヒカルランド、2017年。
- オーウェン・デイヴィス著　『スーパーナチュラル・ウォー』江口之隆訳、ヒカルランド、2020年。

## 長尾豊の略歴
以下は著訳書に記載された公式プロフィールに基づく。
- 1945年、長崎市生まれ。
- 1968年、長崎大学文学部卒業。以後10年間、ロンドンで英文学と魔術を研究。
- 1983年、ジンバブエに渡航し、アフリカ呪術の現地調査を開始。

### 著書
- 長尾豊『黒魔術・白魔術 - よみがえる魔術の秘儀』学習研究社〈学研ポケットムー・シリーズ〉、1984年。
- 長尾豊『「魔術」は英語の家庭教師』はまの出版、1985年。

### 寄稿
- ムー別冊『世界魔術大百科』 学研、1987年。

### 訳書
- 秋端勉責任編集、フランシス・キング著『黄金の夜明け魔法大系 6:  性魔術の世界』長尾豊訳、国書刊行会、1992年。

## 人物・評価
1980年代から西洋魔術関連の翻訳家ないし著述家として活動した。黄金の夜明け団の研究を専攻分野としており、同団の歴史を扱った著作『黄金の夜明け』（1983年）をはじめとして、それまで日本国内ではあまり知られていなかった西洋儀式魔術の本格的な紹介に従事した。魔術関連の書籍を多数翻訳し、また、長尾豊の筆名で魔術関連の雑誌記事等を執筆した。長尾豊名義の著書『「魔術」は英語の家庭教師』は、『バロック』などを制作したゲームクリエーターの米光一成にも影響を与えた。
江口はたんなる魔術史家や翻訳家に留まらず、黄金の夜明け団の歴史研究に裏打ちされた独自の見解を述べ、実践上の魔術師のあり方についての提言も行った。また、著名なオカルティストのエピソードを捏造したり、読者への説明なしに自ら作り出した造語を突然使用するなどの悪ふざけが見受けられる。
「魔術とは、想像力を用いて意識的に夢を見る趣味である」と定義し、魔術は生業としての仕事ではなく趣味であるというスタンスをとっている。魔術を実践してもさほどの恩恵はないが、強いて挙げれば迷信に対する耐性が身につくとしており、懐疑心を養うことを推奨している。また、「通常能力もあやしい人間に超常能力など身につくわけない〔原文ママ〕」と主張し、超常的な能力は必須ではなく、むしろ読み書き・工作・計算などの通常能力を育成することが重要であると説いた。魔術結社O∴H∴の会員を自称し、自身の儀式用ダガーについても言及している。
1999年からは自身のウェブサイト「魔術資料館O∴H∴」（2002年より「O∴H∴西洋魔術博物館」）において、ダイアン・フォーチュンの魔法小説の日本語訳や、自ら茶化して大家の義太夫と呼ぶところの多数のCG画像やエッセイを公開し精力的な更新を行った。2015年からは「西洋魔術博物館」のウェブサイトを運営しており、数々の貴重な文献や各種資料を提供している。主にヴィクトリア朝以降の英国古書籍類の蒐集家でもあり、それら文化財の写真はTwitterで逐一公開されている。
無類の釣り好きでもある。長尾豊として釣りの専門誌にも寄稿している。

## 魔術結社O∴H∴
O∴H∴は日本国内における西洋的魔術結社のさきがけである。1980年に2人の大学生によって結成された。この名称は "the Order of H******" の頭字語であり、秋端勉によれば、人には発音できない特別な音響を転写したものである。主要会員は江口之隆（長尾豊）と亀井勝行（草薙了）、秋端勉である。
O∴H∴の会員は黄金の夜明け団の魔術とその思想を日本国内に普及させるべく、国書刊行会や学習研究社の出版物を通して翻訳および執筆活動を行った。また、怪奇幻想同人誌『黒魔団』同人として同誌に寄稿してもいる。魔術団体のなかにはO.T.O.のように秘儀参入を主眼とした友愛団体や、光の侍従やI∴O∴S∴のような通信教育団体があるが、O∴H∴への入団は招待制となっており、詳しい内実は明らかにされていない。I∴O∴S∴学習主任の秋端勉と、専業ホラー作家になる前の朝松健の両氏によって、このO∴H∴がごく限られたアデプトのみ在籍する高度な魔術結社であるかのようにほのめかされたこともあった。O∵S∵W∵や青狼団のような全くの虚構の団体というわけでもないが、のちに江口本人が「実体があるのかないのかよくわからないまま現在に至っています」とO∴H∴のウェブサイト上でコメントしている。

## 註釈
1. ↑  1955年刊 777 Revised の翻訳に付録と多くの図版を加えた、江口による独自編集版[2]。
2. ↑  出版を急ぐあまり誤字や脱落など多くの不備を残したままの上梓となったが、2006年発行の第2刷にてある程度改善した。
3. ↑  W・E・バトラー（英語版）『魔法入門』（大沼忠弘訳、1974年）刊行以来、日本でも黄金の夜明け団の情報の片鱗が伝えられるようになってはいた[6]。
4. ↑  媒体は学研の『ムー』誌やその関連ムック、新人物往来社の『AZ』誌など。
5. ↑  たとえば江口の放った与太話の例として、アレイスター・クロウリーが江ノ島の裸弁天を拝観したという話がある[8]。
6. ↑  国書刊行会版『法の書』に収録された記事のなかで、クロウリーとは全く関係のない「ケレパヤ」という造語を発している[9]。
7. ↑  これは俗に「魔術の基本は読み書きソロバン」と要約される[13]。
8. ↑  ダガー所持の違法化にともなって処分したという[16]。